# Pseudocoremia
Pseudocoremia är ett släkte av fjärilar. Pseudocoremia ingår i familjen mätare.

## Bildgalleri

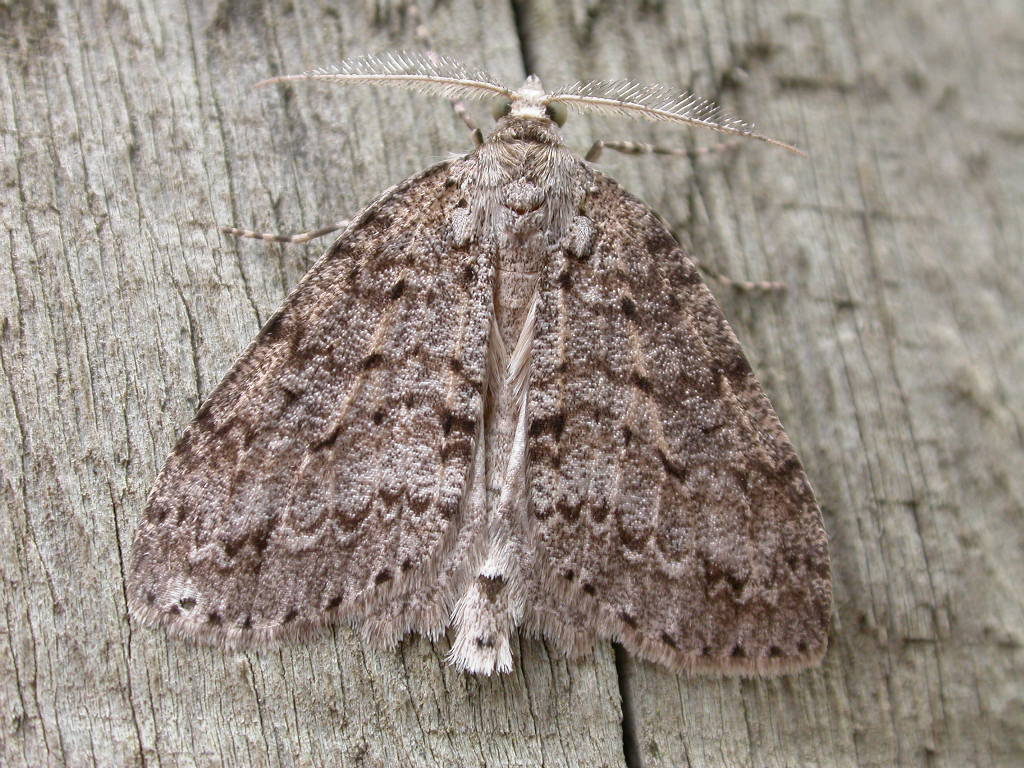
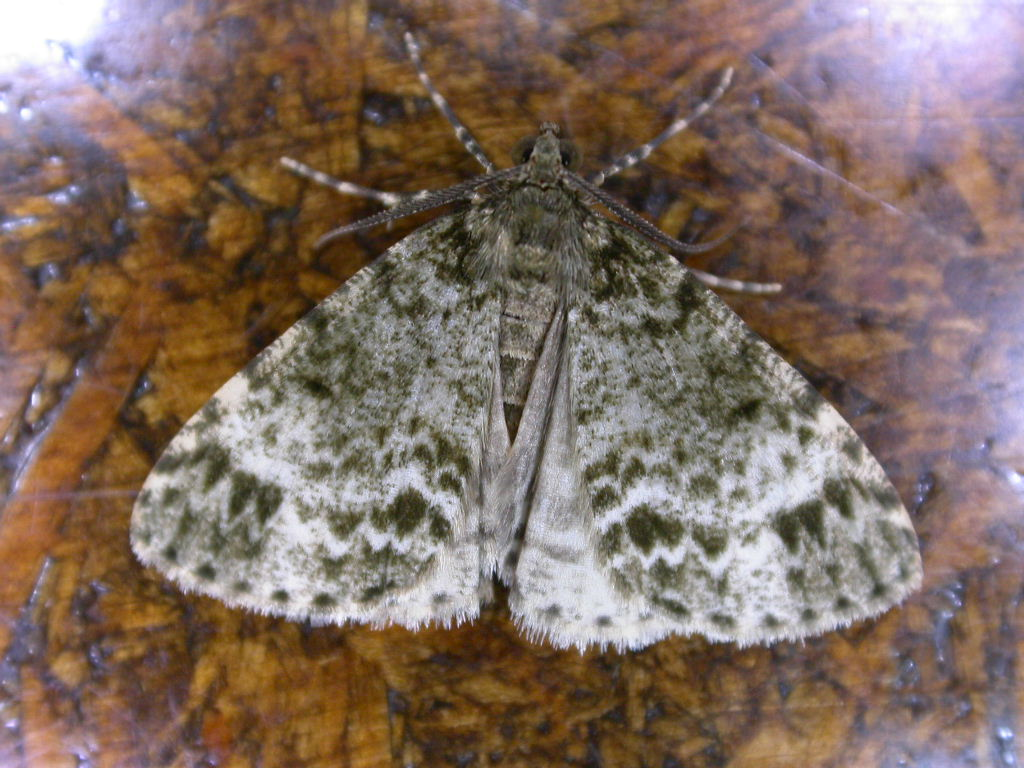
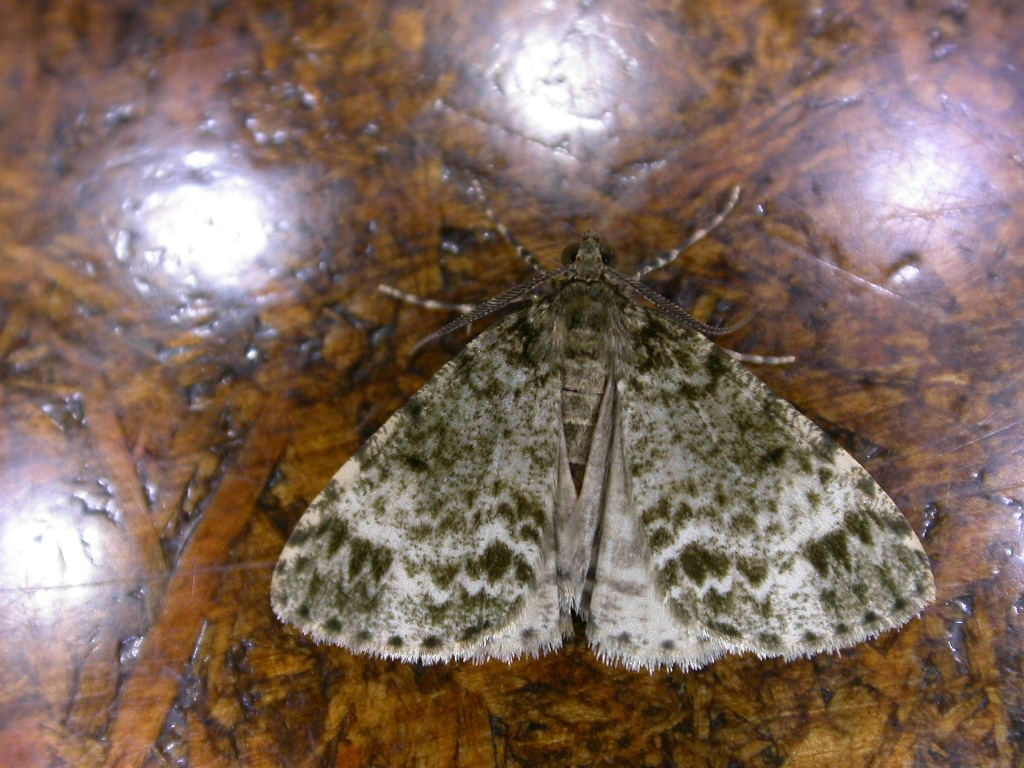
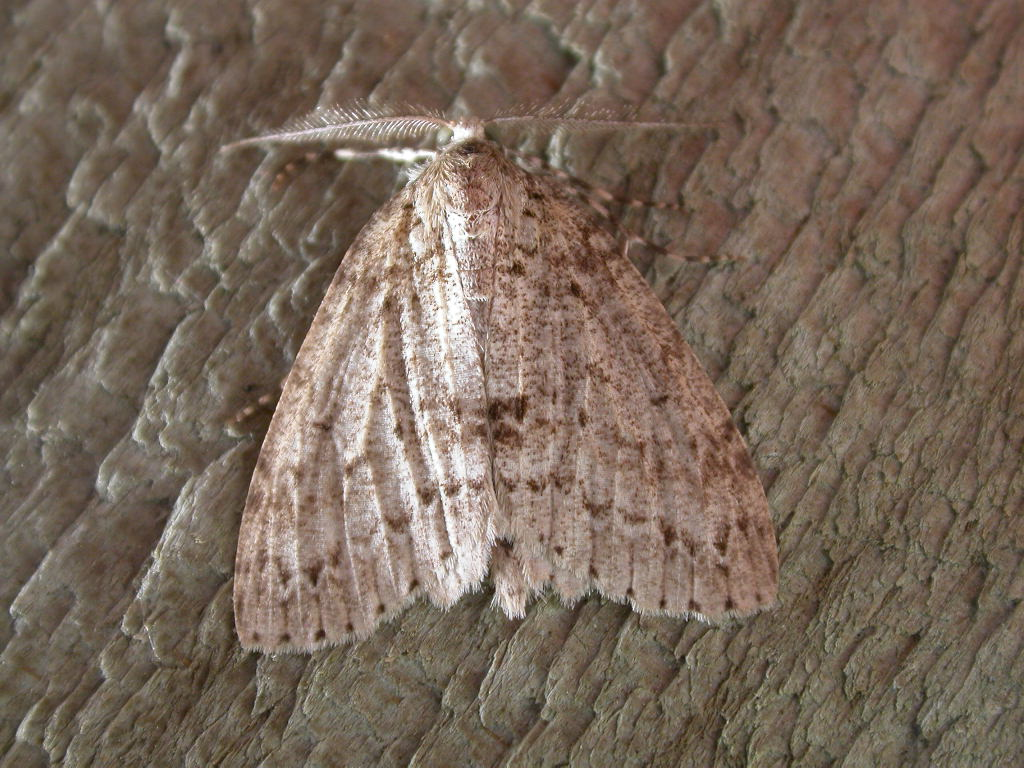
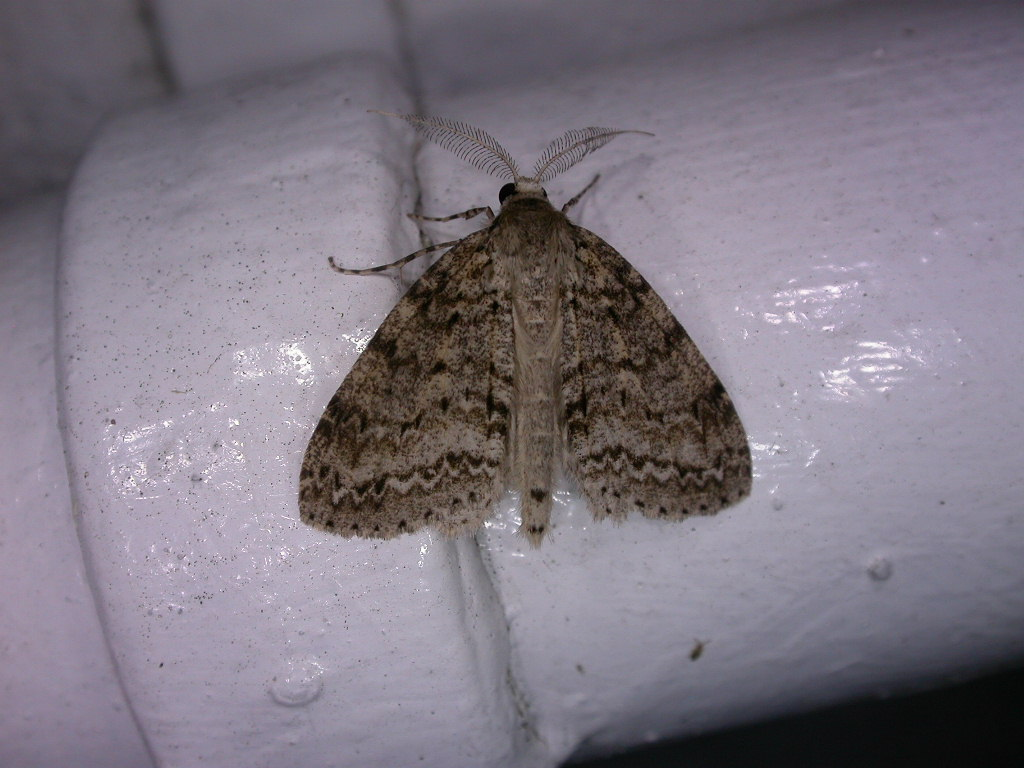
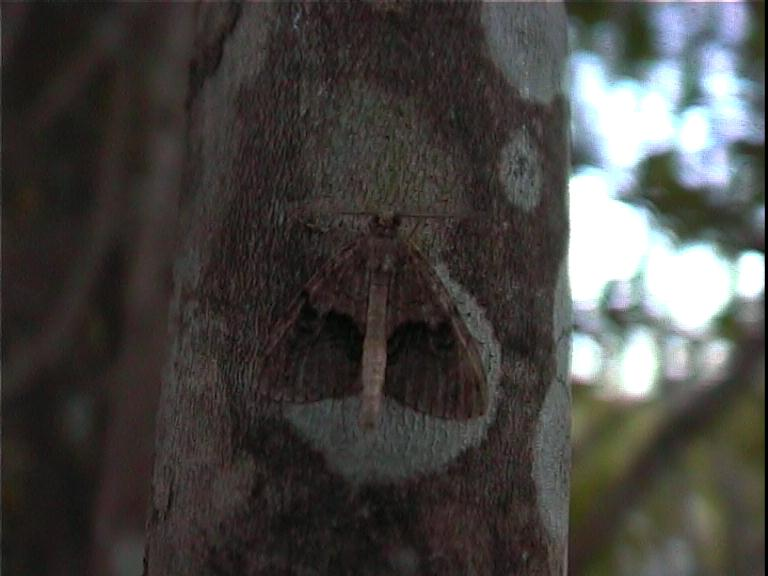

## Dottertaxa tillPseudocoremia, i alfabetisk ordning[1]
- Pseudocoremia adusta
- Pseudocoremia albafasciata
- Pseudocoremia albifasciata
- Pseudocoremia ampla
- Pseudocoremia argentaria
- Pseudocoremia aristarcha
- Pseudocoremia astrapia
- Pseudocoremia berylia
- Pseudocoremia bistonaria
- Pseudocoremia campbelli
- Pseudocoremia christiani
- Pseudocoremia cineracia
- Pseudocoremia colpogramma
- Pseudocoremia confusa
- Pseudocoremia cremnopa
- Pseudocoremia fascialata
- Pseudocoremia fenerata
- Pseudocoremia flava
- Pseudocoremia fluminea
- Pseudocoremia fragosata
- Pseudocoremia humillima
- Pseudocoremia indistincta
- Pseudocoremia insignita
- Pseudocoremia lactiflua
- Pseudocoremia leucelaea
- Pseudocoremia lupinata
- Pseudocoremia lutea
- Pseudocoremia maculosa
- Pseudocoremia melinata
- Pseudocoremia modica
- Pseudocoremia monacha
- Pseudocoremia ochrea
- Pseudocoremia ombrodes
- Pseudocoremia pergrata
- Pseudocoremia productata
- Pseudocoremia prototoxa
- Pseudocoremia pungata
- Pseudocoremia rudiata
- Pseudocoremia rudisata
- Pseudocoremia scariphota
- Pseudocoremia suavis
- Pseudocoremia terrena
- Pseudocoremia usitata